# Gornje Zuniče
Gornje Zuniče (en serbe cyrillique : Горње Зуниче) est un village de Serbie situé dans la municipalité de Knjaževac, district de Zaječar. Au recensement de 2011, il comptait 421 habitants.

## Démographie

### Évolution historique de la population
| 1948 | 1953 | 1961 | 1971 | 1981 | 1991 | 2002 | 2011 |
| ---- | ---- | ---- | ---- | ---- | ---- | ---- | ---- |
| 511  | 528  | 544  | 562  | 606  | 526  | 475  | 421  |

|  |